# Thylacinus potens
Thylacinus potens ("tilacino poderoso") era la mayor de las especies de la familia Thylacinidae, conocida únicamente por un fósil mal conservado descubierto por Michael O. Woodburne en 1967 en un yacimiento del Mioceno tardío en una localidad cerca de Alice Springs, del Territorio del Norte de Australia. La especie apareció entre 4 y 6 millones de años antes que el tilacino moderno, tenía un volumen corporal superior en un 5 %, era más robusto y tenía un cráneo más corto y ancho. Se estima que su tamaño era similar al de un lobo gris; la cabeza y el cuerpo juntos medían alrededor de 1,5 m de largo y sus dientes no estaban tan adaptados para desgarrar como los del tilacino moderno.

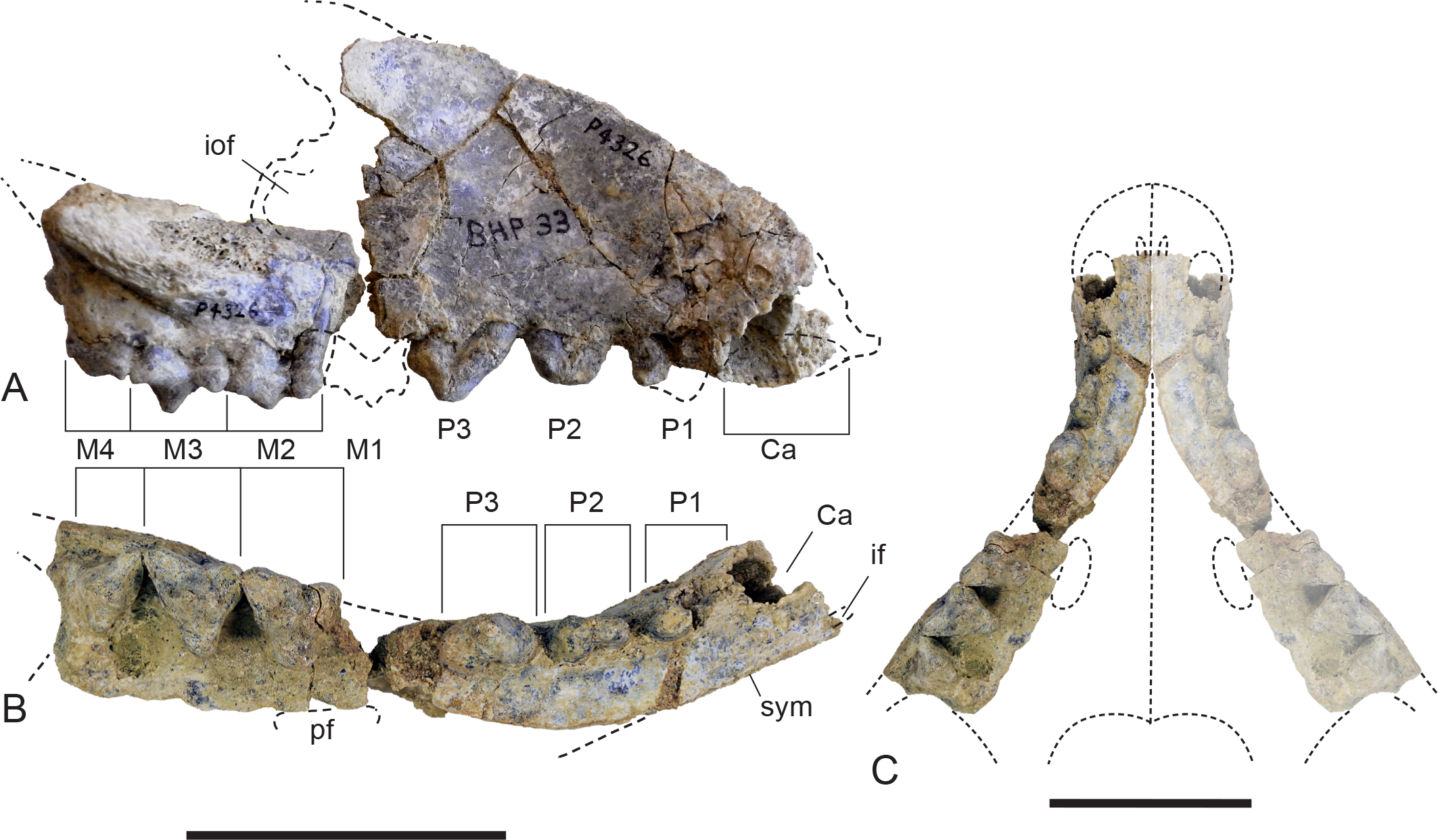
Fósil de la mandíbula superior de uno de los especímenes de 2014.

Se lo considera el segundo mayor carnívoro marsupial que ha existido, tras el león marsupial.
Se ha informado que más especímenes fueron descritos en 2014.